# Vliegtuigcrash Bolk Rijkevorsel

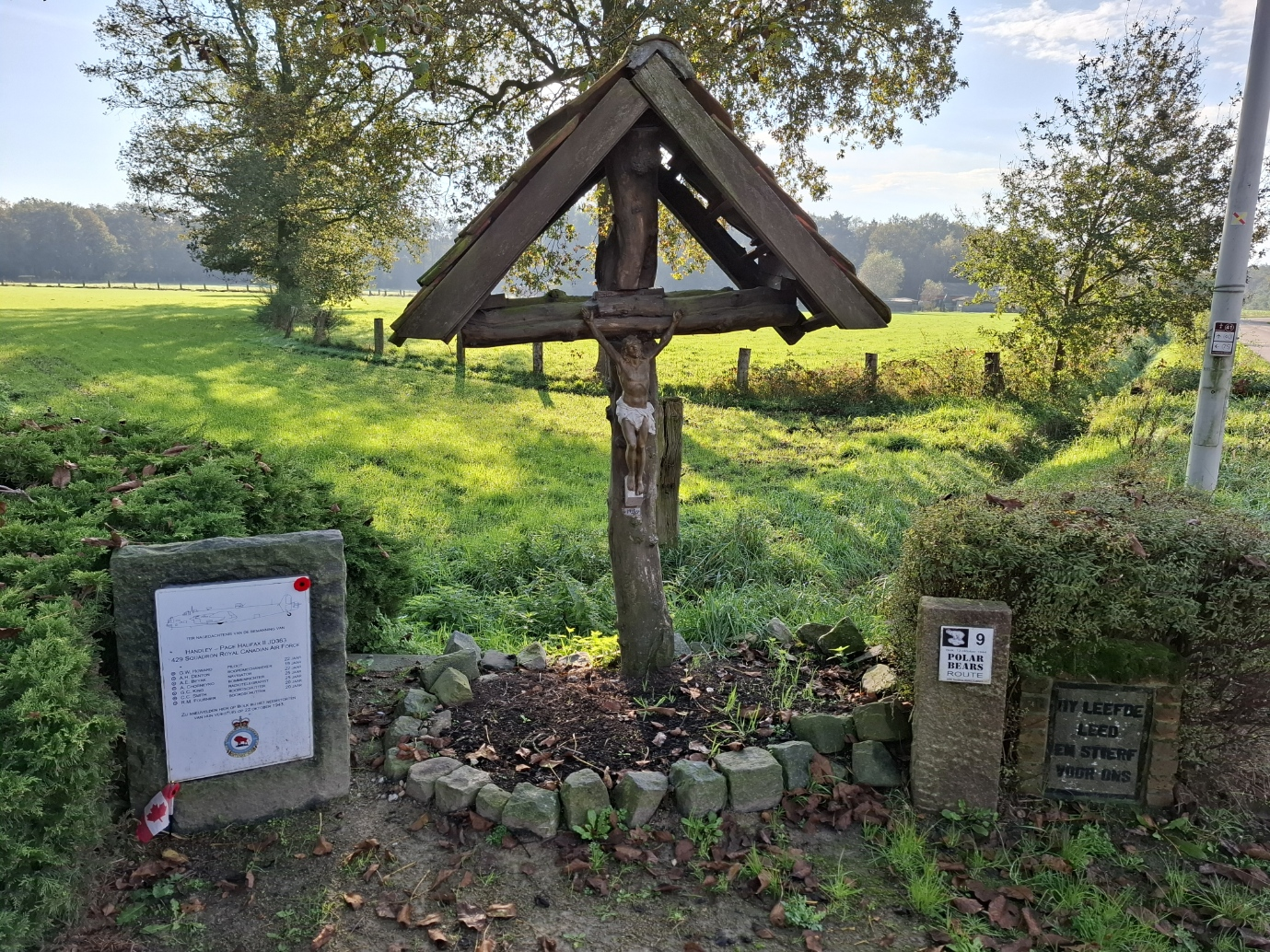
Herdenkingsmonument voor de bemanning van Halifax JD363, neergestort op 22 oktober 1943 bij Bolk, Rijkevorsel.

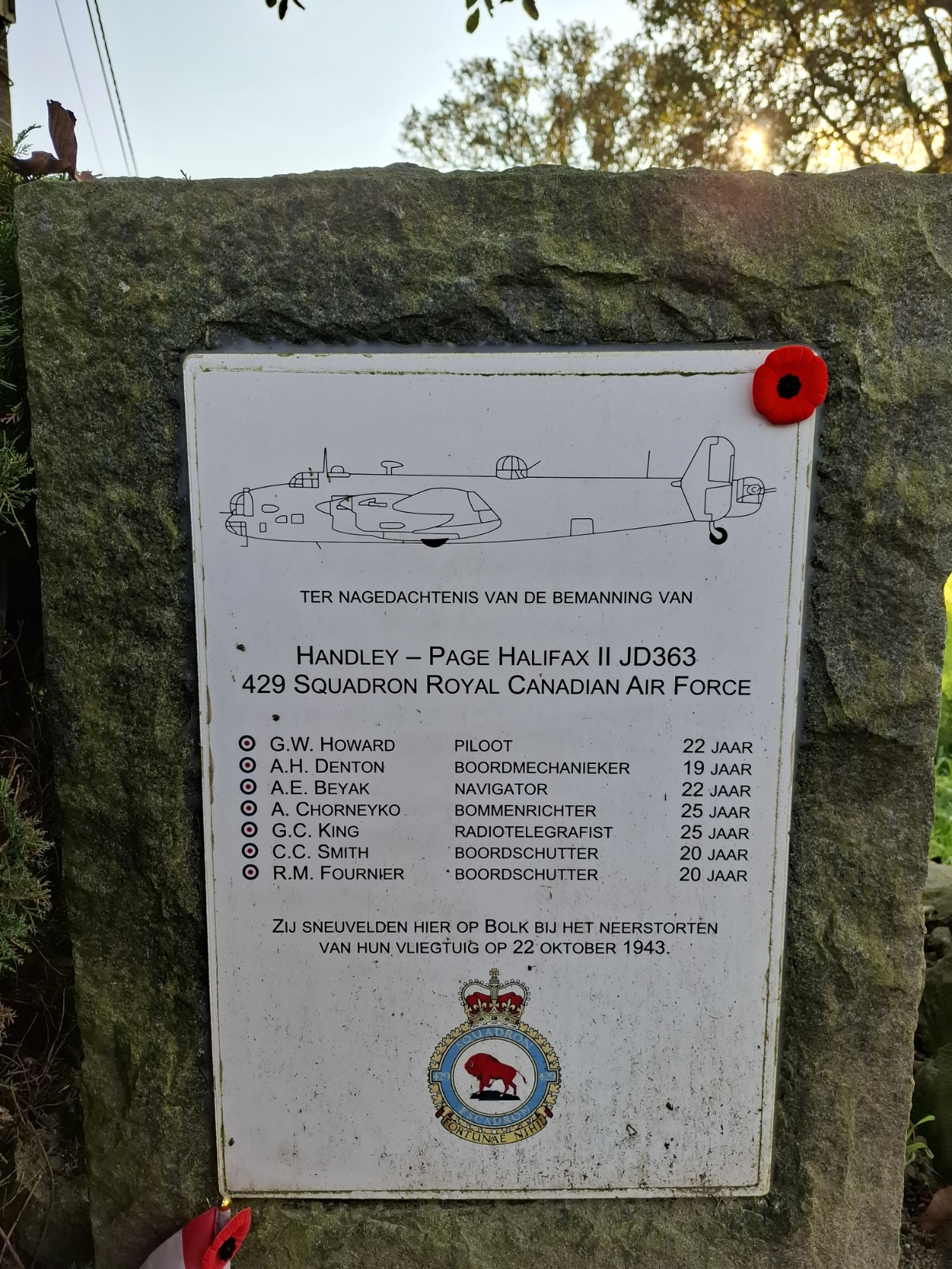
Plakkaat van het monument

De vliegtuigcrash te Bolk Rijkevorsel vond plaats op 22 oktober 1943. Het betrof een Handley-Page Halifax II JD363 van het 429 Squadron van de Royal Canadian Air Force. Het monument dat op deze plaats is opgericht, herdenkt de zevenkoppige bemanning die tijdens deze tragische gebeurtenis om het leven kwam.

## De crash
In de nacht van 22 op 23 oktober 1943 nam de Halifax II JD363 deel aan een bombardementsmissie, georganiseerd door Bomber Command, waarbij 569 bommenwerpers richting Kassel werden gestuurd. Tijdens deze missie werden 43 vliegtuigen neergehaald. Drie van de neergestorte vliegtuigen kwamen in de Kempen terecht, namelijk in Zundert, Retie en Rijkevorsel.
De JD363 stortte neer bij Bolk, Rijkevorsel, waarbij alle bemanningsleden het leven verloren. De bemanning bestond uit:
- F/S G.W. Howard, piloot, 22 jaar
- Sgt A.H. Denton, boordmecanicien, 19 jaar
- F/O A.E. Beyak, navigator, 22 jaar
- P/O A. Chorneyko, bommenrichter, 25 jaar
- Sgt G.C. King, radiotelegrafist, 25 jaar
- Sgt C.C. Smith, boordschutter, 20 jaar
- Sgt R.M. Fournier, boordschutter, 20 jaar

## Monument
De bemanningsleden werden begraven op de begraafplaats Schoonselhof in Antwerpen. Ter ere van hun moed en opoffering is bij de crashlocatie een monument opgericht, vlak bij een kapel. De gedenksteen vermeldt de namen en leeftijden van de bemanning, en dient als blijvende herinnering aan hun offer voor de vrijheid.
Tekst op de gedenksteen: "Ter nagedachtenis van de bemanning van Handley-Page Halifax II JD363, 429 Squadron Royal Canadian Air Force. Zij sneuvelden hier op Bolk bij het neerstorten van hun vliegtuig op 22 oktober 1943."